# Вилхелм III (Невер)
Вилхелм III от Невер (на френски: Guillaume/Wilhelm III, Graf von Nevers; * ок. 1110; † 21 ноември 1161, Оксер, Бургундия, Франция) от род Дом Монсо (Дом Невер), е граф на Невер (1146 – 1161), граф на Оксер (1146 – 1161) и Тонер (1148 – 1161).

## Живот
Той е син на граф Вилхелм II († 20 август 1148) и съпругата му Аделхайд/Аделаида († сл. 1144).
Вилхелм помага 1137 г. на граф Готфрид V от Анжу при завладяването на Нормандия. Заедно с брат си Райналд († 1148 при Лаодикея) той придружава крал Луи VII във Втория кръстоносен поход, където брат му е убит в боевете в Мала Азия. Той наследява брат си в Тонер.
Вилхелм III от Невер умира 1161 г. и е погребан в абатството Сен-Жермен в Оксер.

## Фамилия
Вилхелм III от Невер се жени за Ида фон Спонхайм от Каринтия († 25 май 1178), дъщеря на херцог Енгелберт от Каринтия († 1141) и Ута от Пасау (1085 – 1150). Техните деца са:
- Вилхелм IV († 24 октомври 1168), женен 1164 г. за Елеонора де Вермандуа (* сл. 14 октомври 1152; † 19 юни 1213)[3]
- Гуидо († 19 октомври 1175), женен пр. 28 октомври 1170 г. за Матилда от Бургундия († 1192), внучка на херцог Хуго II от Бургундия
- Райналд († 5 август 1191 при обсадата на Акон), господар на Десиз[4][5], женен за Аликс де Боже († ок. 17 декември 1219)
- Адела/Аделаида († 1192), омъжена за граф Райналд IV/Рено от Жоани († 1179)[6]
- Ерменгарда († сл. 1172)